# Jelena Kovačević
Pour les articles homonymes, voir Kovačević.
Jelena Kovačević, née le 16 novembre 1984 à Opatija, est une karatéka croate. Elle est championne d'Europe en kumite moins de 55 kg aux championnats d'Europe de karaté 2009 et 2012. Elle est par ailleurs vice-championne du monde dans la même catégorie aux championnats du monde de karaté 2012 à Paris, en France. Elle est médaille d'argent aux Jeux Européens Bakou 2015.